# آندژی استژلتسکی
آندژی استژلتسکی (لهستانی: Andrzej Strzelecki؛ ‏ ۴ فوریهٔ ۱۹۵۲ – ۱۷ ژوئیهٔ ۲۰۲۰) بازیگر اهل لهستان بود.
از فیلم‌هایی که وی در آن نقش داشته‌است، می‌توان به اجاره‌نشین‌ها، در بادیه و بیابان، طایفه، نبرد ورشو ۱۹۲۰ و رنگ‌های خوشبختی اشاره کرد.